# Albano Vercellese
Albano vercellese (Alban in piemontese) è un comune italiano di 314 abitanti della provincia di Vercelli in Piemonte, situato tra il fiume Sesia e il torrente Marchiazza. Ospita la sede e l'ingresso del Parco naturale delle Lame del Sesia.

## Storia
Il toponimo deriva da Albanus nome personale romano. Dell'epoca romana rimane una tegula con incisa un'iscrizione funeraria ritrovata in un campo al di fuori dell'abitato e studiata nello scorso secolo dall'archeologo Luigi Bruzza.
Il comune di Albano Vercellese venne menzionato già nel X secolo, al tempo del vescovo Attone (924-960), tra le primitive pievi della chiesa vercellese. Il suo possesso venne confermato dal vescovo di Vercelli con alcuni diplomi dell'imperatore Ottone III risalenti al 999 e a Federico Barbarossa nel 1152. Anche la famiglia dei Conti di Biandrate al tempo molto influente ebbe dei diritti sul luogo. Nel 1179 il Conte Ottone cedette quanto a lui spettava per ottenerne l'investitura.

### Il Rinascimento e l'era moderna
Nel 1335 il comune entrò a far parte dei domini viscontei. Nel 1345 venne investito del feudo Riccardo Tizzoni capo dei ghibellini e partigiano dei Visconti. Altre famiglie ebbero la signoria sul territorio, in particolare i De Albano, Alberto e Guglielmo che, nel 1329 ottennero l'investitura, allora appartenente alla Chiesa vercellese del vescovo Lombardo della Torre.
Nel 1407 Albano venne sottomesso ai Savoia, ma la conferma definitiva avvenne solo nel 1427 in occasione della donazione di una consistente superficie di territorio vercellese da parte di Filippo Maria Visconti, duca di Milano, al duca Amedeo VIII di Savoia. Nel 1621 il duca Carlo Emanuele I di Savoia conferì al territorio lo status di contea, comprendente anche le frazioni Oldenico e Cascine San Giacomo, ed elesse come reggente Mercurino Filiberto Arborio di Gattinara.

### Simboli
Lo stemma e il gonfalone del comune di Albano Vercellese sono stati concessi con il decreto del presidente della Repubblica del 23 giugno 1970.
Il gonfalone è un drappo partito di bianco e d'azzurro.

## Monumenti e luoghi d'interesse
- Il castello, appartenente alla famiglia Mercurino Filiberto Arborio è uno degli edifici di maggior pregio situato nel comune. Venne ristrutturato nello scorso secolo e conserva parti antiche risalenti al XV secolo;
- Nei pressi dell'abside dell'oratorio della Santissima Trinità risalente al XII secolo si possono osservare affreschi del Quattrocento rappresentati: la Santissima Trinità, La Madonna con il Bambino adorato dai Magi, i Dodici apostoli, e gli Otto profeti;
- È presente la chiesa parrocchiale dell'Assunta, con una facciata neoclassica;
- Oratorio di San Rocco con affreschi risalenti a Sei-Settecento.

## Società

### Evoluzione demografica
Negli ultimi settanta anni, a partire dal 1951, la popolazione residente è dimezzata.
Abitanti censiti

## Economia
La principale attività economica del paese è la coltivazione del riso. Fino al 1980 fu attiva una cartiera, i cui edifici sono stati utilizzati per deposito e magazzino di merci. È sede anche di un importante parco naturale.

## Infrastrutture e trasporti
Tra il 1879 e il 1933 Albano Vercellese fu servito dalla tranvia Vercelli-Aranco.

## Amministrazione
| Periodo        | Periodo        | Primo cittadino        | Partito      | Carica  | Note |
| -------------- | -------------- | ---------------------- | ------------ | ------- | ---- |
| 30 maggio 2006 | 15 maggio 2011 | Daniele Maria Beltrame | lista civica | Sindaco |      |
| 16 maggio 2011 | in carica      | Massimiliano Zarattini | lista civica | Sindaco |      |